# No U Turn: Live in Pasadena, 1975
No U Turn: Live in Pasadena, 1975 ist ein Jazzalbum des Quintetts von Bobby Bradford und John Carter. Die am 17. November 1975 in der Baxter Lecture Hall, Caltech, Pasadena, entstandenen Aufnahmen erschienen am 20. April 2015 auf dem französischen Label Darktree Records.

## Hintergrund
No U Turn ist ein Mitschnitt des in den 1970er-Jahren in Los Angeles ansässigen Ensembles unter der Leitung des Kornettisten Bobby Bradford und des Saxophonisten/Klarinettisten John Carter, das aus deren 1969 gegründeten Quartett hervorging. Das Bobby Bradford-John Carter Quintet bestand zum Zeitpunkt des Auftritts an der Cal Tech in Pasadena aus einer Rhythmusgruppe mit zwei Bassisten, Roberto Miranda und Stanley Carter; hinzu kam als Schlagzeuger William Jeffrey.

## Titelliste
- Bobby Bradford & John Carter: No U Turn: Live in Pasadena, 1975 (Dark Tree DT(RS)05)[1]

1. Love's Dream (Bobby Bradford) 21:13
2. She (Bobby Bradford) 11:11
3. Comin' On (Bobby Bradford) 19:34
4. Come Softly (John Carter) 6:19
5. Circle (John Carter) 14:05

## Rezeption

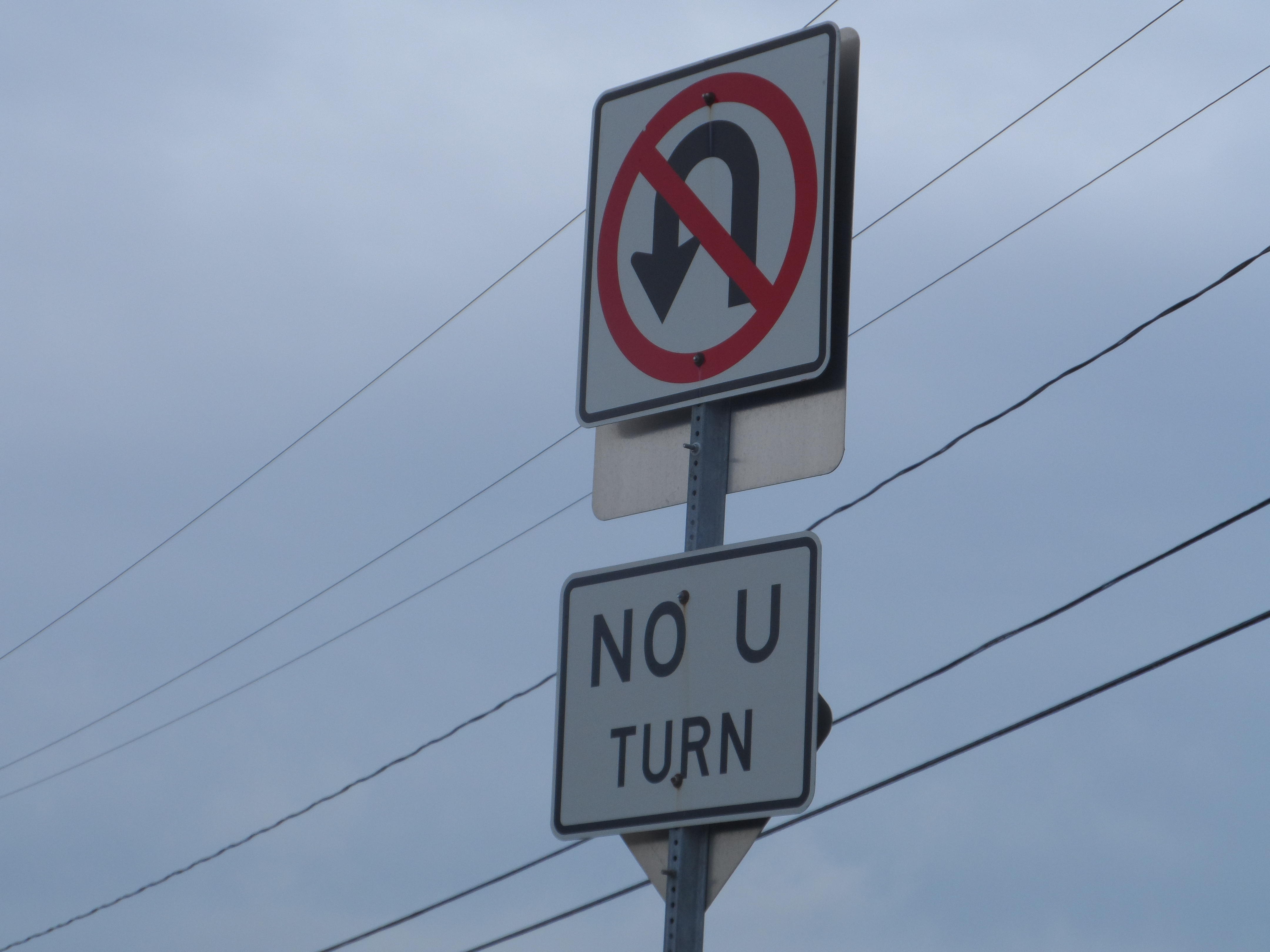
Das amerikanische Verkehrsschild „No U Turn“, auf das der Albumtitel anspielt

Nach Ansicht von Mark Corroto, der das Album in All About Jazz rezensierte, hätten die beiden Bandleader Ornette Colemans Vision mit einer Mischung aus John Coltranes Post-Bop-Energie und Albert Aylers Ausdrucksformen erweitert. Ihr Einfluss sei heute am besten in der Musik von Frode Gjerstad, Ken Vandermark, Kirk Knuffke und Rob Mazurek zu hören. Der Mitschnitt sei eine hervorragende Ergänzung zu der Kompilation Mosaic Select (2010), die ihre Aufnahmen von 1969 bis 1979 zusammenfasste. Das Bläser-Paar gleiche die akkordlosen Progressionen Colemans mit einer Post-Bop-beeinflussten Unruhe aus und sorge für einen überzeugenden Sound. Wenn Bradford das emotionale Zentrum dieser Band ist, sei Carter ihr intellektuelles Zentrum gewesen. Seine Klarinette klinge knackig, organisiert und habe einen ordnenden Einfluss. No U Turn sei eine Entdeckung von großer Bedeutung.
Ken Waxman schrieb in The Whole Note, mit diesem zuvor unveröffentlichten Konzertmitschnitt würden zwei der frühesten Mitarbeiter Ornette Colemans demonstrieren, wie gründlich dessen Konzepte der Freiheit in die Lingua Franca der Musik eingedrungen waren. Durch den gezielten Einsatz von zwei Bässen – Roberto Miranda und Stanley Carter –, die manchmal Coll’arco spielten, würden die Ergebnisse die Ruhe eines Kammermusik-Intermezzos suggerieren, obwohl Schlagzeuger William Jeffreys dislozierte rhythmische Akzente die Klänge der Band sowohl kantig als auch swingend halten. Ähnlich wie Coleman, hätten die beiden Co-Leader – einzeln und zusammen – gezeigt, dass solide Dekonstruktion nicht beängstigend klingen muss, solange sie, wie Colemans Konzepte, mit einem direkten Rhythmus gekoppelt sei. No U Turn sei vielleicht der wichtigste Beispiel dieser Binsenweisheit.